# Cylisticus pierantonii
Cylisticus pierantonii là một loài chân đều trong họ Cylisticidae. Loài này được miêu tả khoa học năm 1923 bởi Arcangeli.